# Gaius Antistius Vetus (Konsul 50)
Gaius Antistius Vetus war ein römischer Senator und Sohn des gleichnamigen Konsuls des Jahres 23. Im Jahre 36 wurde Vetus salius Palatinus, er war also Patrizier. 50 wurde er ordentlicher Konsul. Er war Bruder von Camerinus Antistius Vetus, Konsul im Jahre 46 und wahrscheinlich des Lucius Antistius Vetus, Konsul im Jahr 55. Früher wurde er fälschlicherweise mit dem Suffektkonsul von 46, Camerinus Antistius Vetus, identifiziert.